# 道の駅みなかみ水紀行館
道の駅みなかみ水紀行館（みちのえき みなかみ みずきこうかん）は群馬県利根郡みなかみ町にある国道291号の道の駅である。旧称は道の駅水上町水紀行館。

## 施設
- 駐車場（普通車150台、大型車6台、身体障害者用2台）
- トイレ（男18、女14、身体障害者用2）
- 公衆電話

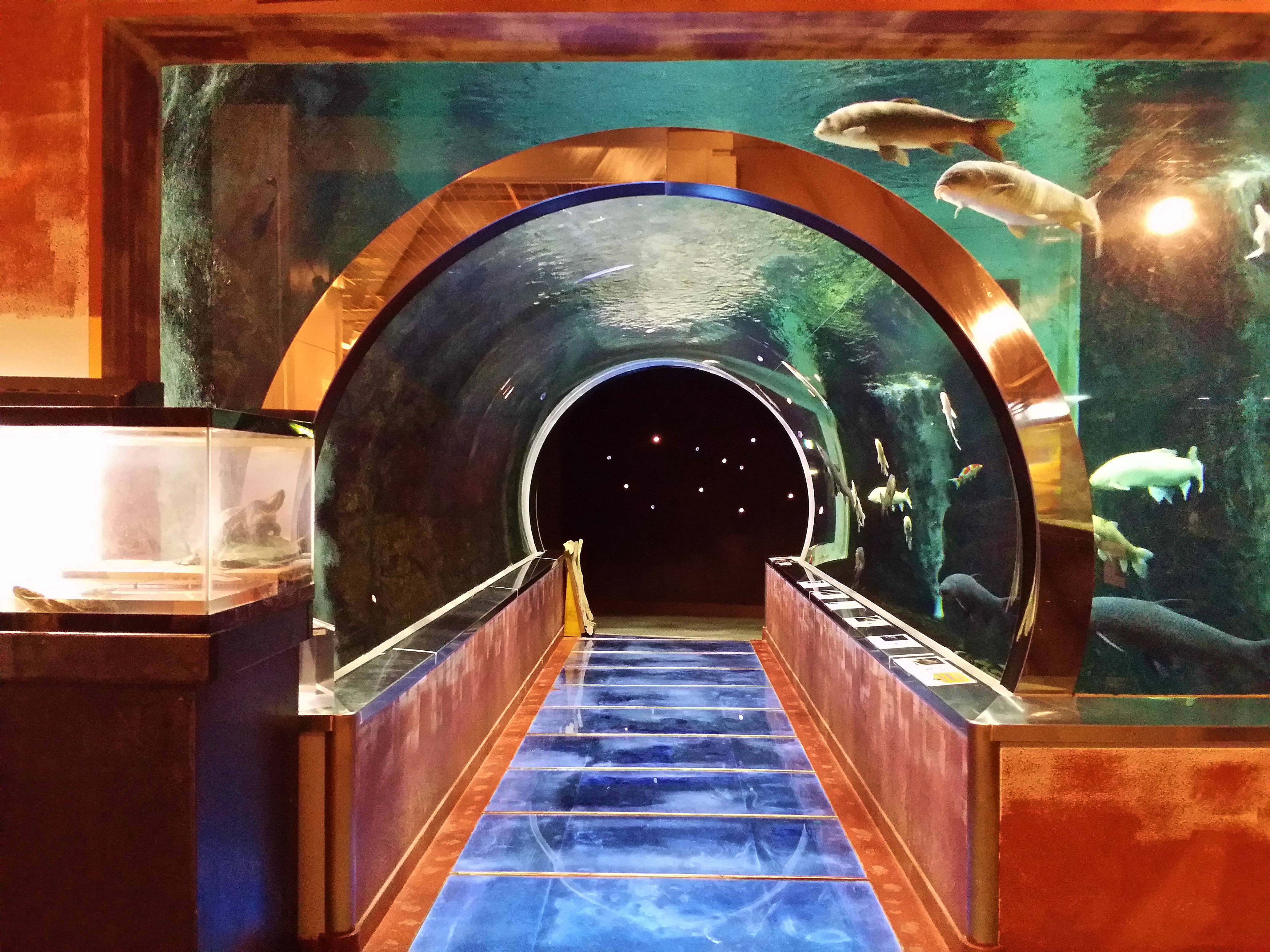
水産学習館（淡水魚の水族館）
- 休憩&情報コーナー
- 売店
- 食堂
- クライミングウォール
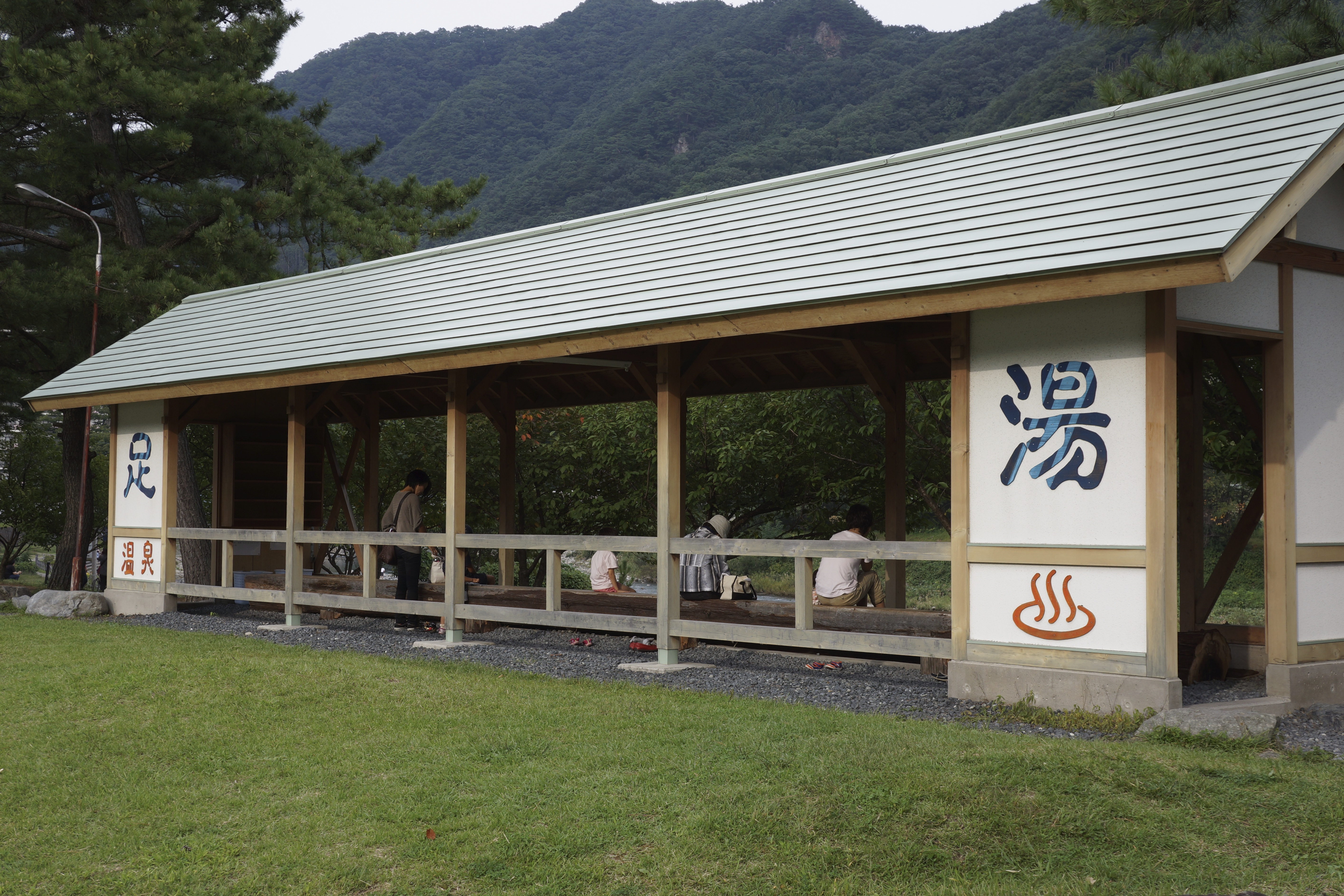
足湯
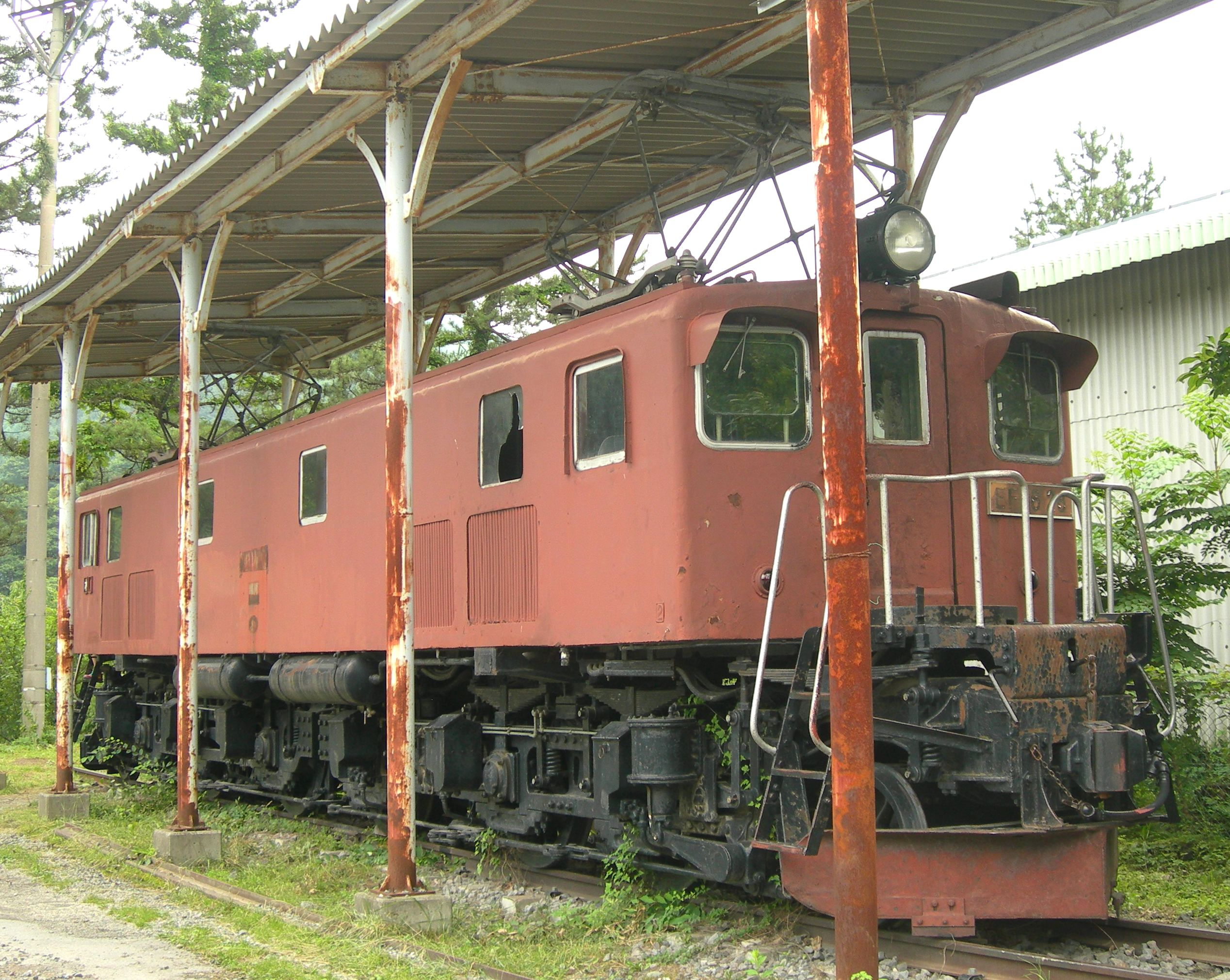
国鉄EF16形電気機関車28号機
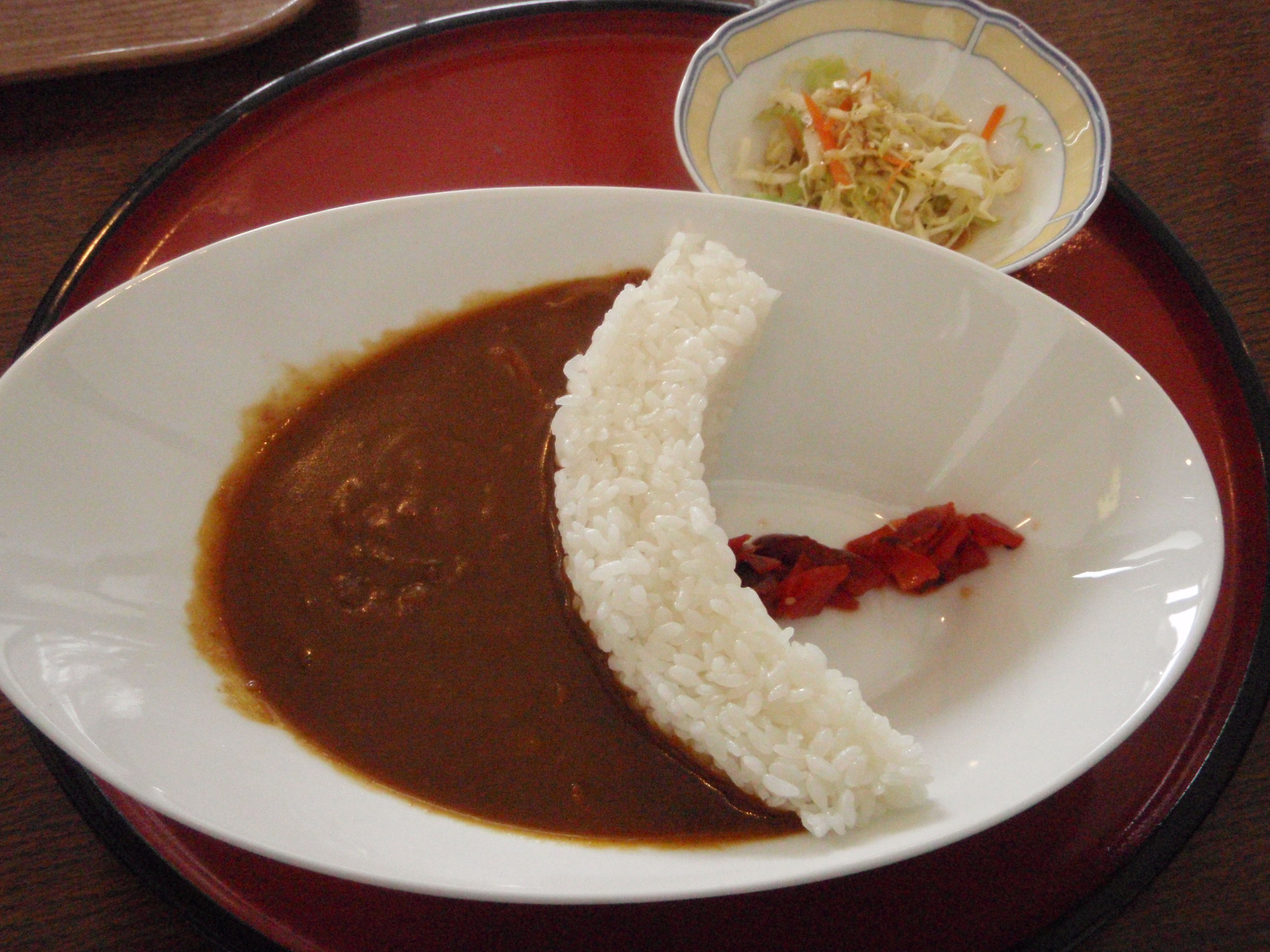
ダムカレー

- 水産学習館のトンネル水槽
- 足湯
- 国鉄EF16形電気機関車
- ダムカレー

## 休館日
- 第2・4火曜日

## アクセス
- 国道291号 - 登録路線

## 周辺

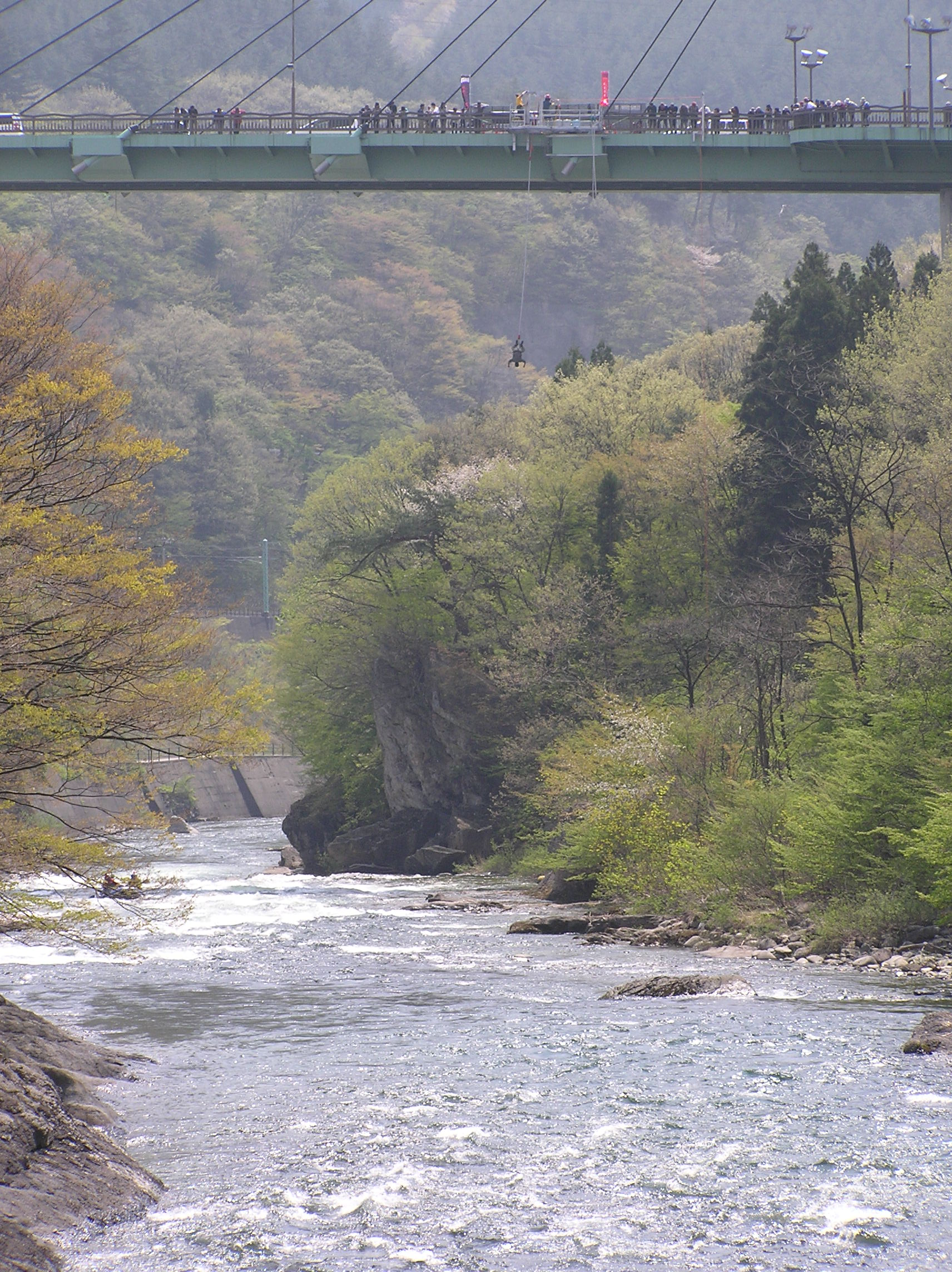
諏訪峡大橋からのバンジージャンプ

- 水上温泉郷
- 利根沼田広域消防本部北消防署
- 沼田土木事務所水上事務所
- ENEOSニュー水上SS（水上石油）
- サンモール水上店
- みなかみ町立水上小学校
- 水上わかくりこども園
- 建明寺
- 群馬県道61号沼田水上線
- 群馬県道270号相俣湯原線
- 水上郵便局
- 成田山水上寺
- 「小学校下」バス停
- JR上越線・水上駅
- 関越自動車道・水上インターチェンジ
- 清流公園、諏訪峡（利根川）